# Giulia Carciotto
Giulia Maria Lorenza Carciotto (* 29. Mai 1975) ist eine italienische Kunsthistorikerin und -redakteurin.

## Leben
Carciotto absolvierte von 1995 bis 1999 ein Studium der Ikonographie und Ikonologie an der Universität La Sapienza in Rom und ging dann als wissenschaftliche Mitarbeiterin im Fach Kunstgeschichte ans Warburg Institute in London.
Von Juli bis Dezember 1999 machte sie bei Christie’s in London ein Praktikum. 2000 wurde sie Redakteurin bei Franco Maria Riccis Kunstzeitschrift FMR in Mailand und war dort von Oktober 2004 bis März 2006 Chefredakteurin. Danach war sie bei FMR art’e’ von April 2006 bis Dezember 2014 Chefin vom Dienst in Bologna.
Seit 2010 ist sie zudem Professorin für Druck- und Verlagsgeschichte (Storia della stampa e dell’editoria) an der Accademia di belle arti di Palermo (Akademie der Schönen Künste Palermo) und lehrt seit 2013 das gleiche Fach auch an der privaten, staatlich anerkannten Akademie Abadir (Abadir – Accademia di Design e Arti Visive) in Sant’Agata li Battiati.
Parallel war sie von 2012 bis 2014 freischaffende Redakteurin beim Metropolitan Museum of Art, von 2012 bis 2015 bei Ediciones El Viso in Madrid und seit 2016 beim Verlag Taschen.